# Robin Lung
Robin Lung ist eine US-amerikanische Filmemacherin mit chinesischen Wurzeln.

## Leben
Robin Lung lebt in Honolulu, Hawaii. Sie produziert Kurz- und Dokumentarfilme. Robin Lung hat sich um den über Jahrzehnte verloren geglaubten, 1942 mit einem Ehrenoscar ausgezeichneten, Dokumentarfilm Kukan (Untertitel: The Battle Cry of China) verdient gemacht, der gegenwärtig von der Academy of Motion Picture Arts and Sciences restauriert wird. Der Film Kukan, ein von Rey Scott und Li Ling-Ai unter schwierigen Bedingungen produzierter 16-mm-Farbfilm (Laufzeit der ersten Fassung: 90 Minuten, spätere Fassungen wurden auf 60 Minuten gekürzt), thematisiert die Besatzung Chinas durch die japanische Kaiserliche Armee während des Zweiten Weltkriegs. Robin Lung arbeitet an einem Dokumentarfilm, in dem es darum gehen soll, warum der Film verloren ging und wie der Film wiedergefunden wurde. Der Film trägt den Titel Finding Kukan.